# المدرسة الإيطالية لعلم الإجرام
المدرسة الإيطالية لعلم الإجرام هي مدرسة وضعية واقعية تأسست في نهاية القرن التاسع عشر من قبل الطبيب الإيطالي وعالم الجريمة الشهير سيزار لومبروسو (1835 ـ 1909) واثنين من تلاميذه وهم الإيطاليين أنريكو فيري (1856 ـ 1929) ورفائيل جاروفالو (1851 ـ 1934).

## وصلات خارجية
- تشيزري لومبروزو... عالم الاجرام الإيطالي